# Wielersport op de British Empire Games 1934
Wielersport is een van de sporten die beoefend werden tijdens de British Empire Games 1934 in Londen, Engeland. Er waren enkel drie baanwedstrijden georganiseerd voor mannelijke deelnemers; een tijdrit, sprint en scratch. De wedstrijden werden verreden op de wielerbaan van Manchester.

## Uitslagen
| Discipline | Goud           | Zilver             | Brons          |
| ---------- | -------------- | ------------------ | -------------- |
| Scratch    | Bob McLeod     | Ted Clayton        | William Harvel |
| Sprint     | Ernest Higgins | Horace Pethybridge | Ted Clayton    |
| Tijdrit    | Dunc Gray      | Bob McLeod         | Ted Clayton    |

## Medaillespiegel
| Plaats | Land        | Goud | Zilver | Brons | Totaal |
| 1      | Australië   | 1    | 1      | 0     | 2      |
| 1      | Canada      | 1    | 1      | 0     | 2      |
| 3      | Engeland    | 1    | 0      | 1     | 2      |
| 4      | Zuid-Afrika | 0    | 1      | 2     | 3      |
| Totaal | Totaal      | 3    | 3      | 3     | 9      |

1934 · 1938 · 1950 · 1954 · 1958 · 1962 · 1966 · 1970 · 1974 · 1978 · 1982 · 1986 · 1990 · 1994 · 1998 · 2002 · 2006 (baan - weg) · 2010 · 2014 · 2018 · 2022 · 2026
Atletiek · Boksen · Bowls · Schoonspringen · Wielersport · Worstelen · Zwemmen